# Émetteur de Mulhouse
L'Émetteur de télévision de Mulhouse (aussi dénommé Émetteur du Belvédère) est situé sur les collines du Rebberg à Mulhouse.
Cet émetteur d'une hauteur de 194 m a été rénové en 1997 (à l'identique de l'ancienne tour). Il a pour base un tripode. TDF (Télédiffusion de France), propriétaire du site, avait souhaité porter la hauteur de cet émetteur à 220/250 mètres. Mais face au mécontentement des riverains, le projet a été abandonné.
Il remplace un émetteur installé au milieu des années 1950 d'une hauteur initiale de 165 m, qui a été portée ensuite à 187 m ; il avait aussi pour base un tripode. L'usage du tripode a été rendu nécessaire car les émetteurs se trouvent en zone résidentielle urbanisée et ce type de base ne nécessite qu'une faible emprise au sol, contrairement aux mâts haubanés. Le nom de Belvédère, donné à l'origine vers 1955 par la Télévision française d'autrefois, puis TDF, se réfère à une autre tour située à quelques centaines de mètres, rénovée en 2006, qui offre un panorama unique sur le Sud-Alsace.
L'émetteur se situe à une altitude de 345 m. Son potentiel de diffusion est de près d'un million de personnes dans les départements du Haut-Rhin (pilote Colmar), du Bas-Rhin/sud et du Territoire de Belfort (pilote Belfort) + Suisse (Bâle) et Allemagne (Bade-Wurtemberg). Services : télévision et radio FM.

## Télévision

### Diffusion analogique
Diffusion analogique avant l'arrêt définitif du 2 février 2010.
| Numéro | Chaîne                                          | Canal/Polarisation | Gamme d'ondes | Puissance |
| ------ | ----------------------------------------------- | ------------------ | ------------- | --------- |
| 1      | TF1                                             | 27H                | UHF           | 780 kW    |
| 2      | France 2                                        | 21H                | UHF           | 780 kW    |
| 3      | France 3 Alsace                                 | 24H                | UHF           | 780 kW    |
| 4      | Canal+                                          | 5H                 | VHF           | 83 kW     |
| 5      | France 5 (de 3 h à 19 h) / Arte (de 19 h à 3 h) | 40V                | UHF           | 0,3 kW    |
| 6      | M6                                              | 50V                | UHF           | 0,3 kW    |

### Diffusion numérique
Initialement prévue le 28 septembre 2010, la mise en service du R5 concernant la TNT HD a été retardée au 14 décembre 2010 dans l'attente d'une décision du CSA, afin d'inverser les canaux des multiplexes R1 et R5. En effet, avant cette date, le R1 était diffusé sur le canal 53, mais des difficultés de réception dans certaines zones en direction de Bâle (concernant environ 2 500 foyers) ont contraint les autorités à préférer une meilleure diffusion du R1 sur le canal 24. La réception de la HD pour ces foyers du sud de l'Alsace, dont le canal 53 est difficile à réceptionner, est prévue en 2012 avec la mise en service de la HD sur des émetteurs secondaires.
D'après le quotidien L'Alsace, les canaux 21, 24, 27 et 37 ont été recyclés ou réutilisés, avec les canaux 50 et 53. Les canaux 55, 65 et 66 sont arrêtés début 2010 lors du passage au tout numérique. Le site de Colmar Agglomération (67 000 personnes) utilise depuis les canaux 21, 24, 27, 50, 37, 54, 55 et modifiés 29, 32, 35, 54, 57. Pour mémoire, en analogique, les canaux sont les suivants : 30V et 36V R 5 et 6. Le site de Belfort agglomération se compose de deux sites d'émission locaux : l'émetteur de la Forêt de l'Arsot et l'émetteur des Glacis. Certaines fréquences sont les mêmes que celles de Mulhouse.
Depuis le 5 avril 2016, les multiplexs ont été réorganisés (les R5 et R8 ont disparu) en raison du passage de la TNT française à la norme MPEG-4. La chaîne LCI est passée en clair et France Info est apparue le 1er septembre 2016.
| Multiplex | LCN               | Chaînes                                                      | Canal, | Puissance (PAR) | Diffuseur |
| --------- | ----------------- | ------------------------------------------------------------ | ------ | --------------- | --------- |
| R1        | 2 3 4 16 30       | France 2 France 3 Alsace France 4 France Info BFM Alsace     | 24H    | 100 kW          | TDF       |
| R2        | 12 13 14 17 18 19 | Gulli BFM TV CNews CStar T18 Novo 19                         | 21H    | 100 kW          | TowerCast |
| R4        | 5 6 7 9 22 26     | France 5 M6 Arte W9 6ter Paris Première                      | 37H    | 100 kW          | TowerCast |
| R6        | 1 8 10 11 15      | TF1 LCP TMC TFX LCI                                          | 27H    | 100 kW          | TowerCast |
| R7        | 20 21 23 24 25    | TF1 Séries Films L'Équipe RMC Story RMC Découverte Chérie 25 | 45H    | 100 kW          | TowerCast |

## RadioFM
À part Cerise FM (88.2 FM), l'émetteur du Belvédère émet toutes les radios, publiques comme privées, de Mulhouse. Les radios publiques ont une plus large couverture que les radios privées, elles couvrent en plus de la cité mulhousienne, Colmar, Belfort, Montbéliard, une partie de la frontière allemande ainsi qu'une partie suisse dont Bâle.
| Fréquence | Radio              | Catégorie      | Puissance |
| --------- | ------------------ | -------------- | --------- |
| 88.6      | France Culture     | Radio publique | 100 kW    |
| 91.2      | RTL2 Mulhouse      | C              | 1 kW      |
| 91.6      | France Musique     | Radio publique | 100 kW    |
| 92.2      | Fun Radio          | D              | 1 kW      |
| 93.1      | RMC                | E              | 1 kW      |
| 94.8      | Europe 1           | E              | 1 kW      |
| 95.3      | Phare FM           | A              | 400 W     |
| 95.7      | France Inter       | Radio publique | 100 kW    |
| 98.1      | Radio ECN          | B              | 1 kW      |
| 98.6      | Flor' FM           | B              | 1 kW      |
| 99.4      | Nostalgie Mulhouse | C              | 1 kW      |
| 99.8      | Europe 2           | C              | 1 kW      |
| 100.5     | Skyrock            | D              | 1 kW      |
| 102.1     | NRJ Mulhouse       | C              | 1 kW      |
| 102.6     | Ici Alsace         | Radio publique | 100 kW    |
| 104.6     | Radio Dreyeckland  | B              | 1 kW      |
| 105.5     | France Info        | Radio publique | 100 kW    |
| 106.7     | Top Music          | B              | 500 W     |
| 107.1     | RTL                | E              | 1 kW      |

## Téléphonie mobileet autres transmissions[9]
| Opérateur        | 2G  | 3G  | 4G  | 5G  | Faisceau hertzien |
| ---------------- | --- | --- | --- | --- | ----------------- |
| SFR              | Oui | Oui | Oui | Oui | Oui               |
| Free             | Non | Oui | Oui | Oui | Oui               |
| Bouygues Telecom | Oui | Oui | Oui | Oui | Oui               |
| Orange           | Oui | Oui | Oui | Oui | Oui               |

- EDF (COM TER)
- IFW (WiMAX) (BLR de 3 GHz)
- TDF (faisceau hertzien)
- Towercast (faisceau hertzien)